# 和田千年
和田 千年（わだ ちとせ、1934年 - ）は、元日本テレビ記者、解説員。広島大学附属福山高等学校、早稲田大学卒業。
報道の第一線で活動。1988～90年代前半に読売新聞あすの朝刊の司会を務めた。
| スタブアイコン | サブスタブ | この項目は、まだ閲覧者の調べものの参照としては役立たない、人物に関連した書きかけの項目です。この項目を加筆・訂正などしてくださる協力者を求めています（P:人物伝/PJ:人物伝）。 |